# Greenwood (Florida)
Greenwood ist eine Stadt im Jackson County im US-Bundesstaat Florida. Das U.S. Census Bureau hat bei der Volkszählung 2020 eine Einwohnerzahl von 539 ermittelt. 

## Geographie
Greenwood liegt etwa 10 km nördlich von Marianna sowie etwa 100 km nordwestlich von Tallahassee.

## Demographische Daten
Laut der Volkszählung 2010 verteilten sich die damaligen 686 Einwohner auf 322 Haushalte. Die Bevölkerungsdichte lag bei 55,3 Einw./km². 66,6 % der Bevölkerung bezeichneten sich als Weiße, 30,9 % als Afroamerikaner und 0,4 % als Indianer. 1,0 % gaben die Angehörigkeit zu einer anderen Ethnie und 1,0 % zu mehreren Ethnien an. 2,6 % der Bevölkerung bestand aus Hispanics oder Latinos.
Im Jahr 2010 lebten in 31,8 % aller Haushalte Kinder unter 18 Jahren sowie 31,8 % aller Haushalte Personen mit mindestens 65 Jahren. 69,6 % der Haushalte waren Familienhaushalte (bestehend aus verheirateten Paaren mit oder ohne Nachkommen bzw. einem Elternteil mit Nachkomme). Die durchschnittliche Größe eines Haushalts lag bei 2,45 Personen und die durchschnittliche Familiengröße bei 2,91 Personen.
26,3 % der Bevölkerung waren jünger als 20 Jahre, 23,4 % waren 20 bis 39 Jahre alt, 26,7 % waren 40 bis 59 Jahre alt und 23,6 % waren mindestens 60 Jahre alt. Das mittlere Alter betrug 41 Jahre. 48,8 % der Bevölkerung waren männlich und 51,2 % weiblich.
Das durchschnittliche Jahreseinkommen lag bei 35.357 $, dabei lebten 9,1 % der Bevölkerung unter der Armutsgrenze.
Im Jahr 2000 war englisch die Muttersprache von 98,78 % der Bevölkerung und spanisch sprachen 1,22 %.

## Sehenswürdigkeiten
Das Erwin House, das Great Oaks und der Pender's Store sind im National Register of Historic Places gelistet.

## Verkehr
Greenwood wird von der Florida State Road 71 durchquert. Der nächste Flughafen ist der Dothan Regional Airport (rund 60 km nordwestlich).